# Pablo Iglesias González
Pablo Iglesias González, né à Madrid le 8 janvier 1792 et mort le 25 août 1825 dans la même ville, est un homme politique et militaire espagnol d'idéologie libérale.

## Biographie
Né au sein d'une famille de tireurs d'or, artisans qui transformaient le métal en fil d'or, il s'initie à la pratique ce métier en héritant l'affaire familiale de son père.
En mai 1808, il rejoint les opposants à la domination napoléonienne et sert dans l'armée régulière jusqu'en 1814, année de la mort de ses parents.
En 1820, sa fortune était déjà acquise. Deux années plus tard, en plein Triennat libéral, il se présente aux élections et est élu à la charge de regidor (conseiller) à Madrid.
Lors des événements de juin et juillet 1822, alors que la Garde Royale défendait l'absolutisme, Iglesias en tant que capitaine de la Milice Nationale défend la Maison de la Boulangerie sur la Plaza Mayor, siège de la mairie dans le putsch réaliste de juillet de 1822. Les miliciens réussirent à défaire les gardes royaux, qui se réfugièrent entre les murs du Palais Royal. Les faits seront retransmis comme le 7 juillet de 1822, qui donne le titre à l'un des Épisodes Nationaux de Pérez Galdós, date commémorée comme fête de liberté et démocratie pendant tout le siècle suivant.[réf. nécessaire]
Lors du mois d'avril 1823, Pablo Iglesias se replie avec le gouvernement libéral dans sa fuite sur Séville puis à Cadix, devant les troupes françaises dénommées les cent mille fils de Saint Louis qui défendent un retour de l'absolutisme, et il commande les troupes qui transportent en lieu sûr les restes de Daoiz, Velarde et autres victimes du 2 mai.

### L'expédition des Coloraos
Après la reddition de Carthagène par le général José María de Torrijos y Uriarte le 5 novembre, il se réfugie à Gibraltar et il s'unit à d'autres libéraux en créant la société appelée la Santa Hermandad, qui faisait partie de la Confédération de Cavaliers Comuneros, dont l'objectif était de renverser la monarchie absolue de Fernando VII. Parmi les autres membres éminents de cette société, on retrouve l'italien César Conti, espion de Fernando VII, le traître Housson de Tour et le financier Manuel Bertrán de Lis.
Dans la nuit du 6 août 1824, organisée par la Sainte Fraternité et sous le commandement de Pablo Iglesias, le brigantin sous pavillon anglais Frederic met les voiles de Gibraltar en direction d'Almería avec 48 hommes avec pour objectif la prise de la ville et proclamer la liberté, dans l'épisode appelé pronunciamiento des Coloraos.
Dans le même temps, une autre expédition commandée par le colonel Valdés se dirigeait à Tarif. Entre autres participants à l'échappée, on retrouve le général français Cugnet de Montarlot, les capitaines Antonio Santos, Bernardino Bustamante et Javier Joaquín Bustamante et Fondevila, Benigno Moraux, éditeur du journal Le Zurriago, ou Francisco Delgado, ancien administrateur de poste à Murcie.
Ils débarquèrent à Almería le 14 août, mais, perdant l'effet de surprise, l'entreprise échoua, les troupes furent rejetés et n'ont pas réussi à rassembler suffisamment de partisans favorables à la rébellion, en devant prendre la fuite. La majeure partie du corps expéditionnaire fut capturé et passé par les armes. Iglesias, lui même est appréhendé à Cúllar d'Atout le 22 août aux côtés de son collègue Antonio Santos.

### Procès et exécution
Ils furent soumis à un long procès. Le 21 avril 1825, le tribunal prononce la sentence qui les condamnait à mort.
Iglesias est pendu à l'aube du 25 août 1825, sur la plaza de la Cebada de Madrid. [réf. nécessaire] Son exécution inspire les scènes finales de La terreur de 1824 de Pérez Galdós. La veille de son exécution, Iglesias envoya une lettre à sa future veuve, Francisca López; selon Alberto Gil Novales, ce texte met en exergue trois concepts: sa croyance dans la liberté, la gloire qu'acquérait son nom avec sa mort et son aveu de sa conversion au christianisme, .Le 27 juin 1836, ses obsèques sont célébrées à Madrid avec des honneurs et la présence de personnalités comme le gouverneur civil de la province, des commandants et officiels de la garde nationale, le duc de Zaragoza y Mendizábal, entre autres.

### Écrits
Il est auteur de Mémoires aujourd'hui perdues, mais qui ont été reprises par Eusebio Martínez de Velasco dans Don Pablo Iglesias, mártir de las libertades patrias.
Il a également rédigé les Apuntes para servir a la historia de su desgraciada empresa qu'il remet le jour de sa mort à Francisco Rodríguez de la Vega qui le réutilise² dans Les derniers moments de monsieur Pablo Iglesias. Les deux textes ont été utilisés par Francisco Morales Sánchez dans Pages de sang. Histoire du Saladero, Madrid: Manuel Rodríguez, 1870, II, p. 481-509.